# Sissédougou
Sissédougou est une localité du Nord de la Côte d'Ivoire et appartenant au département de Boundiali, Région des Savanes. La localité de Sissédougou est un chef-lieu de commune.